# Nils Jacobsson (skådespelare)
För andra personer med samma namn, se Nils Jakobsson
Nils Helmer Jacobsson, ursprungligen Jakobsson, född 29 maj 1900 i Stockholm, död där 28 december 1981 i Enskede-Årsta församling, var en svensk skådespelare.

## Biografi
Jacobsson filmdebuterade 1920 i John W. Brunius' Thora van Deken och han kom att medverka i drygt 50 filmer. Han var gift från 1930 med skådespelaren Karen Rasmussen (1905–2002). De är begravda på Skogskyrkogården i Stockholm.

## Filmografi
- 1920 – Thora van Deken
- 1921 – En vildfågel
- 1922 – Vem dömer
- 1925 – Ingmarsarvet
- 1925 – Två konungar
- 1928 – Synd
- 1931 – Röda dagen
- 1932 – Ett skepp kommer lastat
- 1932 – Landskamp
- 1932 – Bröderna Östermans huskors
- 1933 – Augustas lilla felsteg
- 1933 – Luftens Vagabond
- 1933 – Giftasvuxna döttrar
- 1934 – Simon i Backabo
- 1935 – Tjocka släkten
- 1935 – Smålänningar
- 1936 – 65, 66 och jag
- 1937 – Vi går landsvägen
- 1937 – Ryska snuvan
- 1938 – Fram för framgång
- 1938 – Goda vänner och trogna grannar
- 1939 – Landstormens lilla Lotta
- 1939 – Gubben kommer
- 1939 – Känn ditt ansvar
- 1940 – Juninatten
- 1940 – Lillebror och jag
- 1940 – Beredskapspojkar
- 1940 – Med dej i mina armar
- 1940 – Stora famnen
- 1942 – Morgondagens melodi
- 1943 – En flicka för mej
- 1943 – Ordet
- 1944 – Den osynliga muren
- 1946 – Kristin kommenderar
- 1947 – Romantik och teknik
- 1947 – Tösen från Stormyrtorpet
- 1947 – Tappa inte sugen
- 1948 – Soldat Bom
- 1949 – Greven från gränden
- 1949 – Hur tokigt som helst
- 1950 – Bengtsson inför framtiden
- 1951 – Frånskild
- 1952 – Janne Vängman i farten
- 1952 – Kronans glada gossar
- 1953 – Folket i fält
- 1957 – Nattens ljus
- 1958 – Lek på regnbågen

## Teater

### Roller (ej komplett)
| År   | Roll                     | Produktion                                                            | Regi                          | Teater                                                   |
| ---- | ------------------------ | --------------------------------------------------------------------- | ----------------------------- | -------------------------------------------------------- |
| 1927 | Polisen                  | Skräddar Wibbel Hans Müller-Schlösser                                 | Sigurd Wallén                 | Folkteatern                                              |
| 1927 | Julle Broberg, godsägare | Revyprimadonnan Svasse Bergqvist                                      | Sigurd Wallén                 | Folkteatern                                              |
| 1927 | Willibald Pohn           | Drottning Helena Oscar Straus, Ernst Marischka, Bruno Granichstaedten | Naima Wifstrand               | Folkteatern                                              |
| 1931 | Kalle, sjöman            | Sympatiska Simon Fridolf Rhudin och Henning Ohlson                    | Fridolf Rhudin                | Södra Teatern                                            |
| 1932 | Medverkande              | Här va' de'!, revy Gösta Stevens och Kar de Mumma                     | Björn Hodell                  | Södra Teatern                                            |
| 1932 | Chauffören               | Vi som går köksvägen Gösta Stevens                                    | Nils Lundell                  | Södra Teatern                                            |
| 1933 | Löjtnant Lukasch         | Den tappre soldaten Schwejk Jaroslav Hašek                            | Oscar Winge                   | Södra Teatern                                            |
| 1933 |                          | Lyckliga Jönsson Toralf Sandø                                         | Björn Hodell                  | Södra Teatern                                            |
| 1934 |                          | Pettersson – Sverge Oscar Rydqvist                                    | Sigurd Wallén                 | Vanadislundens friluftsteater flyttad till Södra Teatern |
| 1934 | Medverkande              | Sol över Söder, revy                                                  |                               | Södra Teatern                                            |
| 1935 |                          | Filip den store Oscar Rydqvist                                        |                               | Vanadislundens friluftsteater                            |
| 1935 | Lünk                     | Gatumusikanter Paul Schurek                                           | Sigurd Magnussøn              | Blancheteatern                                           |
| 1935 | Gamle Gobbo              | Köpmannen i Venedig William Shakespeare                               | Per Lindberg                  | Vasateatern                                              |
| 1936 | Bankdirektören           | Cassini de Paris Rudolf Lothar och Hans Adler                         | Harry Roeck Hansen            | Vasateatern                                              |
| 1936 | Grip                     | Hm, sa greven, revy Kar de Mumma                                      | Harry Roeck Hansen            | Blancheteatern                                           |
| 1937 | Medverkande              | Sverige åt Svensson, revy Kar de Mumma                                | Björn Hodell Leif Amble-Naess | Södra Teatern                                            |
| 1937 |                          | Julia ordnar allt Fred Duprez                                         | Björn Hodell                  | Vanadislundens friluftsteater                            |
| 1937 |                          | Tre trallande trubadurer Ernst Berge                                  |                               | Vanadislundens friluftsteater                            |
| 1939 | Medverkande              | Honnör för 39, revy Kar de Mumma                                      | Victor Bernau                 | Södra Teatern                                            |
| 1942 | Conrad Klint             | Lille Napoleon Paul Sarauw                                            | Max Hansen                    | Vasateaterns turné                                       |
| 1946 | M'Comas                  | Man kan aldrig veta George Bernard Shaw                               | Harry Roeck-Hansen            | Blancheteatern                                           |
| 1947 | Medverkande              | Kar de Mummas sällskapsresa, revy Kar de Mumma                        | Hjördis Petterson             | Blancheteatern                                           |
| 1951 |                          | Det hände i Marseille Marcel Pagnol                                   | Erik Berglund                 | Riksteatern                                              |
| 1953 |                          | Änglavakt (La Cuisine des anges) Albert Husson                        | Sandro Malmquist              | Riksteatern                                              |
| 1955 | Kapten McLean            | Thehuset Augustimånen John Patrick                                    | Sandro Malmquist              | Riksteatern                                              |
| 1956 | Pastor Tooker            | Katt på hett plåttak Tennessee Williams                               | Per Gerhard                   | Vasateatern                                              |
| 1957 | William Rice             | Glädjespridaren John Osborne                                          | Per Gerhard                   | Vasateatern                                              |

## Radioteater

### Roller
| År   | Roll                     | Produktion | Regi        |
| ---- | ------------------------ | --- | ----------- |
| 1941 | Den unge mannen          | Bliv er själv eller pengarna tillbaka! Ett besök på psykiska korrektionsinstitutet, radiokabaret Nils-Georg, Einar Hylin och Nils Söderman |             |
| 1950 | Chaufför Lundberg        | Hillmans detektivbyrå: Melodimysteriet Folke Mellvig                                                                                       | Lars Madsén |
| 1951 | Slottsvaktmästare Person | Hillman & Son: Mord på löpande band Folke Mellvig                                                                                          | Lars Madsén |